# Guettarda munizii
Guettarda munizii är en måreväxtart som beskrevs av Attila L. Borhidi. Guettarda munizii ingår i släktet Guettarda och familjen måreväxter.
Artens utbredningsområde är Kuba. Inga underarter finns listade i Catalogue of Life.